# Stanislaw Ulanowski
Stanislaw Ulanowski (seudónimos: "Bolesław”, "Bolek") (Porąbka, 31 de marzo de 1904 - campo de concentración de Gross-Rosen, 22 de agosto de 1944) fue un minero y político polaco que combatió en la guerra civil española en el batallón Dabrowski y en la Segunda Guerra Mundial en los maquis.
Trabajó como obrero en las minas de carbón de Kazimierz. En 1929 se trasladó a Francia donde se unió al Partido Comunista. Tras una estancia de tres años en la Unión Soviética, participó como voluntario en la guerra civil española integrándose en las Brigadas Internacionales. Fue de los primeros voluntarios polacos en asistir a España y, en septiembre de 1936, formó parte de una unidad de armas pesadas para pasar un mes más tarde al batallón Dabrowski, (después 150.ª Brigada Internacional) siendo su primer comandante, y luego fue ayudante de Józef Strzelczyk.. Durante la Segunda Guerra Mundial participó en la resistencia francesa. Fue detenido mientras intentaba penetrar en Polonia. Murió en el campo de concentración de Rosen-Gross.